# 加藤心
加藤心（日语：／ Kato Kokoro；2000年11月1日—），藝名為COCORO。日本女歌手，曾是韓國女子音樂組合Cherry Bullet成員之一。2019年12月13日，與FNC娛樂解除合約，退出組合並離開公司。2023年成為PRODUCE 101 JAPAN THE GIRLS參賽者，並以ME:I成員出道。

## 經歷
- 出道前，曾是日本NAC Entertainment的兒童演員，2011年演出音樂劇《Annie》。
- 出道前，曾是混合團體 「NINè」的一員， KOKORO已於2016年11月退出，並加入FNC娛樂當練習生。
- 2018年11月21日，FNC娛樂公開了KOKORO的預告照。
- 2019年1月21日，作為Cherry Bullet成員身分，以首張單曲《Let's Play Cherry Bullet》正式出道。
- 2019年12月13日，與公司FNC娛樂解除專屬合約，退出Cherry Bullet。
- 2023年12月16日，以ME:I成員出道。

## 影視作品
僅列出KOKORO個人參與綜藝，團體綜藝請參考Cherry Bullet影視作品。

### 綜藝節目
| 年份   | 日期     | 電視台     | 節目名稱                        | 參與成員 | 備註         |
| ------ | -------- | ---------- | ------------------------------- | -------- | ------------ |
| 2019年 | 1月30日  | MBC every1 | 《大韓外國人》                  |          |              |
| 2019年 | 4月16日  | JTBC       | 《Idol Room》                   | 粼粼     | 外籍偶像特輯 |
| 2023年 | 10月15日 | TBS電視台  | 《PRODUCE 101 JAPAN THE GIRLS》 | 無       | 參賽者       |